# Джеймс (роман)
„Джеймс“ (на английски: James) е роман на американския писател Пърсивал Евърет, публикуван от Doubleday през 2024 г. Повествованието в романа се води от избягалия роб Джеймс, герой от романа „Приключенията на Хъкълбери Фин“ на Марк Твен. Книгата печели американските награди „Киркус“ и „Национална награда за книга – художествена литература“ и „Пулицър“ за художествена литература.
„Джеймс“ е свободно базиран на класическата книга на Марк Твен. Някои от ранните сцени на романа на Евърет следват отблизо „Хъкълбери Фин“, но когато двамата се разделят и Джим се впуска в свои собствени „приключения“, тонът става по-сериозен, тъй като се изследват теми като изнасилване, убийство, побой и расизъм.

## Сюжет
В Ханибал, Мисури, Хъкълбери „Хък“ Фин, осиновено дете на вдовицата Дъглас и госпожица Уотсън, се измъква на късно нощно приключение с Том Сойер. Робът на госпожица Уотсън, Джим, забелязва двамата, но им позволява да повярват, че са го надхитрили.
За да оцелее ден след ден, Джим използва социални конвенции, познати на всеки роб, когото среща, включително съпругата му Сади и дъщеря му Лизи. Докато говорят помежду си на стандартен английски (и тайно се отдават на ирония и хумор, вдъхновени от опасностите на робския живот), те старателно преминават към несложна жаргонна реч пред всеки бял човек и се преструват на невежи и суеверни, за да избегнат опасността от привличане на внимание. Те също така оставят заслугата за всички инициативи и идеи на белите хора, тъй като проактивните жестове, колкото и невинни да са, рискуват телесно наказание.
Хък открито споделя тайните и тревогите си с Джим, докато го разпитва за светските порядки, като например защо съществува робството. Джим се грижи да ободри Хък, въпреки че не може да говори открито.
След като научава, че госпожица Уотсън ще го продаде на Ню Орлиънс, Джим бяга, за да намери начин да запази семейството си заедно. Той се укрива на близкия остров Джаксън, където пристига и Хък, който е инсценирал собствената си смърт, за да избяга от насилствения си баща. Джим и Хък оцеляват заедно в пустошта. По време на наводнение Джим намира бащата на Хък мъртъв в отнесена от водата къща и не позволява на Хък да разпознае тялото.
Джим оцелява след ухапване от гърмяща змия, но сънува трескав сън, вдъхновен от тайните му самоучителни четива в библиотеката на съдия Тачър. Той спори с Волтер, когото халюцинира, критикувайки вярата на философа в полигенизма и протестирайки, че макар привилегировани мъже като Волтер да се застъпват за гражданските права на робите, самите роби може да не правят същото. Говорейки насън, Джим случайно обърква Хък.
Преоблечен, Хък потвърждава, че е обявена награда за главата на Джим. Двамата се спускат с лодка по река Мисисипи, намирайки плячка от разбита лодка; Джим ненаситно чете куп книги, но скоро трябва да организира мислите си на хартия. Натовареното речно движение унищожава сала на Джим и Хък и ги разделя; Джим се озовава в Илинойс и среща група предпазливо приятелски настроени роби, които го съветват, че не може да купи свободата на семейството си без помощта на бял мъж. Един от робите открадва парче молив за Джим и получава брутален бой с камшик, задължавайки Джим сериозно да обмисли писането си. Джим се събира отново с Хък, който е замесен в кръвопролитната семейна вражда Грейнджърфорд-Шепърдсън.
Пътешествието им приема още по-трънлив обрат, когато срещат двама мошеници, представящи се за европейски кралски особи, които се наричат Кралят и Херцогът. След като мамят гражданите на съживление в палатки, мъжете предават Джим, като го оковават в ковачница с планове да го продадат. Кралят и Херцогът тръгват да търсят алкохол, но когато се връщат, намират Джим без вериги и пребиват ковача – друг поробен мъж – в отмъщение, само за да може поробителят на мъжа да си вземе Джим. Поробителят продава Джим на друг мъж, Емет, който води пътуващо шоу на менестрели. Докато Емет се преструва на егалитарен, той все още е експлоататор и се отнася с Джим като с договорен слуга. Джим бяга с помощта на друг член на трупата: Норман, мъж с чернокож произход, който минава за бял. Точно преди да избяга, Джим взема тефтера на Емет, който Емет е използвал за композиране на песните на трупата. По-късно Джим използва тефтера, за да организира собствените си мисли и да продължи да пише личната си история.
В отчаян опит да съберат пари, за да откупят семейството на Джим, Джим и Норман повтарят схемата на мошениците да продадат Джим. Планът се обърква и Джим е жестоко пребит от собственик на дъскорезница, който го купува. Джим и Норман успяват да избягат от дърводелницата, вземайки със себе си поробено момиче на име Сами, но белите мъже ги преследват и в крайна сметка убиват Сами, докато Джим и Норман едва успяват да се спасят. Двамата вцепенени се отправят към реката.
След като Норман загива при инцидент с речен кораб, Джим се събира отново с Хък и разкрива шокираща истина: той е биологичният баща на Хък. Хък, зашеметен от аферата на майка си с чернокож мъж, въпреки това отказва да изостави Джим. Двамата се завръщат в Ханибал, за да спасят семейството на Джим, където Джим научава, че жена му и дъщеря му са продадени и че той все още е издирван. Джим се крие за кратко в града и планира как да спаси семейството си. Докато се крие, той става свидетел на сексуално насилие от бял надзирател над поробена жена; по-късно Джим намира този мъж сам и го удушава.
Решен да си върне семейството, Джим се изправя срещу съдия Тачър, установява местонахождението на жена си и дъщеря си и организира дръзко бягство – подпалва поле, за да прикрие бягството им. В крайна сметка Джим води семейството си и други хора към свобода в Айова. Въпреки че все още са изправени пред расизъм, те най-накрая са свободни.

## Филмова адаптация
Правата за пълнометражния филм по романа са придобити през 2024 г. от „Юнивърсъл Пикчърс“, а Стивън Спилбърг е избран за изпълнителен продуцент. Тайка Уайтити е в ранни преговори за режисьор.

## В България
Книгата е издадена в България от издателство „Колибри“ в превод на Надя Баева, с меки корици, дело на Дамян Дамянов.